# ハンクの肉球大決戦
『ハンクの肉球大決戦』（Paws of Fury: The Legend of Hank）は、アメリカ合衆国のコンピュータアニメーション映画。2022年7月15日公開、2023年1月6日日本公開。

## キャスト
- ハンク - マイケル・セラ / 林勇
- ジンボ - サミュエル・L・ジャクソン / 玄田哲章
- イカチュウ - リッキー・ジャーヴェイス / 杉田智和
- 将軍 - メル・ブルックス / 緒方賢一
- オーガ - ジョージ・タケイ / 浦山迅
- チャック - ガブリエル・イグレシアス / 関智一
- スモー - ジャイモン・フンスー / 乃村健次
- ユキ - ミシェル・ヨー / 高島雅羅
- エミコ - カイリー・クイオカ / 森迫永依
- イチロー - アーシフ・マンドヴィ / 諏訪部順一
- リトルママ - キャシー・シム / 一龍斎貞友
- キャッツ医師 - 不明 / 矢尾一樹

### その他吹き替え声優
- 三宅健太
- 広田みのる
- 島田岳洋
- 鷲見昂大
- 河村螢
- 中村百枷
- 木野日菜
- 越後屋コースケ
- 堀井茶渡
- 坂田明寛
- 練馬大輔
- 内藤健太
- 湯川葉月
- 石井隆之
- 風間万裕子
- 関根瞳